# МР 1
Не путать с самолётом или ракетой МР-1.
Македонское Радио 1, сокращённо МР 1, также известная как Радио Скопье (макед. Радио Скопје) — первая крупнейшая радиостанция Северной Македонии, вещающая де-факто с 1944 года.

## История
Радиовещание в Македонии началось в 1941 году после установки экспериментальных передатчиков ещё королевскими властями, однако после капитуляции Югославии вещание прекратилось, поскольку начали работу болгарские оккупационные радиостанции прогерманского толка. В августе 1944 года на Антифашистском собрании по народному освобождению Македонии писатель Владо Малеский выступил с предложением создать радиостанцию в будущей югославской республике. Для этого была собрана команда техников и журналистов, которые начали заниматься подготовкой к прямому эфиру в селе Горно-Врановци. За техническое оснащение отвечал Васко Петковский, офицер главного штаба Народно-освободительной армии Югославии в югославской Македонии.
28 августа 1944 в эфир вышло «Радио Скопье», транслируя заседание Второго съезда Антифашистского собрания по народному освобождению Македонии. Вещание осуществлялось благодаря 20-ваттному американскому коротковолновому передатчику SCR. Этот день стал профессиональным праздником радиотелевидения и носит название «День МРТ» (День Македонского Радио-Телевидения). Первые слова, прозвучавшие в радиоэфире, были следующими.

Говорит Радио Скопье, говорит Радио Скопье. Дорогие слушатели, из зала Собрания мы ведём прямой эфир Второго заседания Антифашистского собрания по народному освобождению Македонии.
Оригинальный текст (макед.)Зборуе Радио Скопје, зборуе Радио Скопје, Драги слушатели, од салата на Собранието вршиме директен пренос на Второто заседание на Антифашистичкото собрание на Народното ослободување на Македонија.

В том же году в Скопье был установлен новый 200-ваттный мощный передатчик, а 28 января 1945 началось регулярное вещание. В 1970 году был установлен передатчик мощностью 1 МВт, что стало новой эрой для радиостанции. Тогда же началось вещание как первой общенациональной программы, так и местных новостей Скопье: первая вещала 19 с половиной часов, вторая — 4 с половиной часа). Программы выходили также на болгарском, греческом и албанском языке. С 1993 года телерадиокомпания МРТ является независимой от Югославского радио и телевидения.

## Вещание

### Сетка и область вещания
В настоящее время Македонское Радио 1 работает круглосуточно и транслирует музыкальные, развлекательные, информационно-аналитические и познавательные программы. В 15:30 и 19:00 ежедневно выходят новостные выпуски. Вещает не только в Северной Македонии, но и в Греции, Болгарии, Албании (Мала-Преспа и Голо-Брдо) и Сербии (в том числе в Косово). Также ведётся Интернет-вещание.

### Языки вещания
- Турецкий: с 1945 года (5 часов)
- Албанский: с 1948 года (8,5 часов)
- Валашский: с 1991 года (полчаса)
- Цыганский: с 1991 года (полчаса)
- Сербский: с 2003 года (полчаса; только как радиостанция независимой Македонии)
- Боснийский: с 2003 года (полчаса)